# Us and Us Only
Us and Us Only — шестой студийный альбом британской рок-группы The Charlatans, изданный 18 октября 1999 года лейблом Universal Records. После того, как турне по пятому студийному альбому Tellin’ Stories завершилось к концу 1997 года, в течение 1998 года группа давала минимальное количество концертов и планировала его продолжение. Они построили собственную студию звукозаписи, намереваясь приступить к записи к началу 1999 года; в итоге сессии проходили в марте и апреле 1999 года, а продюсированием занималась сама группа. Us and Us Only — это альбом в стиле кантри-рок, фолк и рутс-рок, который отошёл от британских корней группы в пользу музыки, ориентированной на Америку.
Песня «Forever» была выпущена в качестве лид-сингла Us and Us Only в октябре 1999 года, после чего последовало турне по Соединённому Королевству. Песня «My Beautiful Friend» стала вторым синглом с альбома в декабре 1999 года; в начале 2000 года Шарлатаны гастролировали по США вместе со Stereophonics. В апреле 2000 года Шарлатаны снова гастролировали по Великобритании, что привело к выпуску третьего сингла альбома «Impossible» в мае 2000 года. Двухдисковое издание альбома было выпущено в 2011 году компаниями Universal UMC и Island Records.
Альбом Us and Us Only получил в целом благоприятные отзывы от музыкальных критиков, многие из которых высоко оценили авторство и музыкальность песен. Ретроспективные обзоры продолжали хвалить эти аспекты, а некоторые называли альбом лучшей работой Charlatan. Альбом занял второе место в чартах как в Шотландии, так и в Великобритании. Все три сингла альбома попали в топ-30 как в Шотландии, так и в Великобритании, причём «Forever» занял самые высокие места в чартах — восьмое и 12-е соответственно. Melody Maker, New Musical Express и Select включили альбом в свои списки лучших релизов года.

## Отзывы
| Оценки критиков   | Оценки критиков |
| Источник          | Оценка          |
| ----------------- | --------------- |
| AllMusic          | [ 1 ]           |
| Alternative Press | 4/5             |
| The Guardian      | [ 3 ]           |
| NME               | 8/10            |
| Pitchfork         | 6.9/10          |
| PopMatters        | 7.6/10          |
| Q                 | [ 7 ]           |
| Rolling Stone     | [ 8 ]           |
| Select            | 4/5             |
| Wall of Sound     | 77/100          |

Альбом Us and Us Only был встречен музыкальными критиками в целом благосклонно. Эрлевайн посчитал, что альбом «лишь на шаг ниже их предыдущей вершины Tellin' Stories», похвалив, что каждый из треков «работает со своим очарованием с тонким изяществом и значительной силой». Автор New Musical Express Сильвия Паттерсон нашла его «звуком группы, завершающей свою давно обещанную миссию по уничтожению навсегда своего инди-статуса путём вступления в широкоэкранную страну чудес вечного класса рок-н-ролла». Графф сказал, что в дополнение к исследованию американских музыкальных стилей на альбоме, группа «приправила его достаточным количеством британской поп-чувствительности, чтобы сделать его больше, чем просто просеивание прошлого». Роб Болтон из Exclaim! сказал, что это «отличный материал» и похвалил группу за то, что «они достаточно хорошо держат голову, чтобы держать свою музыку в фокусе».
Рецензируя издание 2011 года, Джейк Кеннеди из Record Collector сказал, что «единственной разницей» между Tellin’ Stories и Us and Us Only «возможно, был возраст — или, скорее, зрелость. К альбому Us And Us Only эта группа, к сожалению, приобрела ее в избытке». Автор Dead Press! Рис Милсом добавил к этому, сказав, что треки «одни из самых музыкально и лирически стойких, которые группа написала». Дом Гурлей из Drowned in Sound написал, что «мало кто может поспорить с тем, что Us And Us Only представляет собой, возможно, последнюю запись The Charlatans, которая может похвастаться беглым уровнем последовательности от начала до конца». Рецензент BBC Music Иэн Уэйд повторил аналогичное заявление, сказав, что это «возможно, последний великий, блестящий и полностью последовательный альбом Charlatans. Это звук группы, которая спокойно чувствует себя в своей шкуре, и это был итог всего, чем они стали за первое десятилетие».

## Список композиций
Все песни написаны Мартином Блантом, Джоном Бруксом, Тимом Бёрджессом, Марком Коллинзом и Робом Коллинзом. В европейском и американском релизах «Good Witch, Bad Witch 1» заменён на «Good Witch, Bad Witch 3» и удалён «Good Witch, Bad Witch 2».
1. «Forever» — 7:25
2. «Good Witch, Bad Witch 1» — 0:51
3. «Impossible» — 5:04
4. «The Blonde Waltz» — 4:31
5. «A House Is Not a Home» — 4:50
6. «Senses (Angel on My Shoulder)» — 4:45
7. «My Beautiful Friend» — 4:32
8. «I Don’t Care Where You Live» — 2:55
9. «The Blind Stagger» — 4:56
10. «Good Witch, Bad Witch 2» — 3:23
11. «Watching You» (включая скрытый трек «Tony’s Bar & Grill») — 8:48

## Чарты
| Чарт (1999)                       | Высшая позиция |
| --------------------------------- | -------------- |
| Шотландия (Scottish Albums Chart) | 2              |
| Великобритания (UK Albums Chart)  | 2              |

## Сертификации
| Регион                                                      | Сертификация | Продажи  |
| ----------------------------------------------------------- | ------------ | -------- |
| Великобритания (BPI)                                        | Золотой      | 100 000^ |
| ^ Данные о тиражах приведены только на основе сертификации. |              |          |